# Чимадольмо
Чимадольмо (итал. Cimadolmo) — коммуна в Италии, располагается в провинции Тревизо области Венеция.
Население составляет 3327 человек, плотность населения составляет 196 чел./км². Занимает площадь 17 км². Почтовый индекс — 31010. Телефонный код — 0422.
Покровителем коммуны почитается святитель Сильвестр I, папа римский, празднование 31 декабря.